# Thierry Cotillard
Pour l’article homonyme, voir Cotillard.
Thierry Cotillard, né le 10 mars 1974 à Saint-Brieuc (Côtes-d'Armor), est un homme d'affaires et chef d'entreprise français.
Président du conseil d'administration d'Intermarché de 2015 à 2020, il dirige depuis 2023 le groupement Les Mousquetaires qui regroupe les enseignes de grande distribution Intermarché, Netto, Bricomarché, Bricorama, Bricocash, Roady et Rapid Pare-Brise, ainsi qu'un pôle industriel agroalimentaire regroupant une soixantaine d'usines en France[source secondaire nécessaire].

## Biographie

### Jeunesse et formation
Thierry Cotillard naît à Saint-Brieuc. Ses parents sont aviculteurs à Saint-Carreuc (Côtes-d'Armor),,.
En 1997, il obtient un diplôme d'ingénieur agroalimentaire de l'Agrocampus Ouest à Rennes,. L'année suivante, il est diplômé d'un master en marketing de l’École des hautes études commerciales (HEC) en 1998.

### Carrière

#### Début de carrière
Encouragé par l’un de ses cousins propriétaire d’un Intermarché, Thierry Cotillard commence sa carrière en 1999 comme coopérant chez Intermarché en Italie. Après trois ans passés dans le pays, il devient directeur de l’enseigne à l’échelle nationale,.
En 2002, Thierry Cotillard devient secrétaire général des Mousquetaires pour la région Centre-Ouest puis, en 2005, secrétaire général de la chaîne d’habillement Vêtimarché, revendue en 2009 à Kiabi,.
Il devient propriétaire de son premier magasin Intermarché à Issy-les-Moulineaux (Hauts-de-Seine) et adhérent du groupe en 2007,. Quatre ans plus tard, en 2011, Thierry Cotillard devient responsable de l'offre alimentaire du groupement Intermarché.
En septembre 2014, il est élu président de l'Institut français du Merchandising.

#### Président d'Intermarché (2015-2020)
Le 28 avril 2015, Thierry Cotillard succède à Philippe Manzoni comme président du conseil d'administration d'ITM alimentaire international, la société qui regroupe les enseignes Intermarché et Netto,.
Durant l'année 2020, marquée par la crise sanitaire, Intermarché et Netto voient leur part de marché progresser de 0,7 %. En novembre de cette année, Thierry Cotillard quitte la présidence d'ITM alimentaire international. Il décide de se consacrer davantage à ses affaires personnelles.

##### Président de Perifem (2021-2023)
En juin 2021, Thierry Cotillard est élu président de Perifem, association rassemblant les grandes enseignes de la distribution alimentaire sur les sujets énergétiques, environnementaux et sécuritaires.

#### Président du groupement Les Mousquetaires (depuis 2023)
Thierry Cotillard est candidat à la succession de Didier Duhaupand à la tête du groupement des Mousquetaires en octobre 2022.
En novembre, le conseil d’administration du groupe le désigne pour prendre la tête des Mousquetaires,. Cette décision est avalisée à l'unanimité par 1 600 associés du groupement réunis en assemblée générale extraordinaire le 24 janvier 2023,,. Thierry Cotillard quitte la présidence de la fédération patronale Perifem pour se consacrer à ses nouvelles fonctions.
Après sa nomination comme président du groupe, Thierry Cotillard annonce vouloir miser sur le discount et la croissance du chiffre d'affaires pour relancer Intermarché,.
En avril 2023, il est le premier distributeur à se porter candidat à la reprise de 119 hypermarchés cédés par le groupe Casino en raison de ses difficultés financières. Il noue une alliance avec Auchan et obtient un accord avec le groupe Casino en janvier pour la cession de 291 magasins – représentant près de 10 000 salariés,.
En mars 2024, Thierry Cotillard rejoint la Fédération du commerce et de la distribution (FCD) en tant que vice-président pour mener un « lobbying de combat » face aux industriels,.

### Autres engagements
Durant le confinement du printemps 2020, il est l'un des dix initiateurs d'un projet d’institut de formation gratuit qui se veut une alternative à l’École nationale d’administration, pour favoriser l’émergence d’une nouvelle génération d’élus issus de la société civile. Cet institut voit le jour en mars 2021 sous le nom de Collège citoyen de France.

## Prises de position
En avril 2023, dans un contexte de forte inflation en France, Thierry Cotillard dénonce publiquement le phénomène de « shrinkflation » ». Il estime que les mesures prises par le gouvernement n’empêcheront pas les industriels de contourner la loi.
Durant le mouvement des agriculteurs de 2024 en France, Thierry Cotillard dénonce les failles de la loi Egalim, censée réguler les relations commerciales entre agriculteurs et industriels. Il propose la suppression de l’option 3 rendant confidentiels les tarifs payés par les industriels aux producteurs de matières premières. Il plaide plus largement pour un meilleur encadrement de la négociation agricole et une refonte des centrales d’achats européennes. Thierry Cotillard s’oppose dans le même temps à la mise en place de prix planchers proposés par le président de la République Emmanuel Macron au nom de la compétitivité des exportations agricoles françaises,.